# Anaa
Anaa, Nganaa-nui of Ara-ura is een atol in de Tuamotu-archipel, in Frans-Polynesië.  Anaa is deel van de Îles Raevski. Anaa is tevens een bestuurlijke entiteit, een Polynesische gemeente waaronder ook de atollen Faaite, Motutunga en Tahanea vallen.

## Het atol Anaa
De atol ligt in het noordwesten van de archipel, op zo'n 350 km ten oosten van Tahiti. Het heeft een ovale vorm, is 29,5 km lang en 6,5 km breed. Anaa  heeft een oppervlakte van 38 km². De atol bestaat uit elf eilanden waarvan de ondergrond dieper en vruchtbaarder is dan op de meeste atollen van de Tuamotu-archipel. De lagune is ondiep en bestaat uit drie bassins. Er is geen bevaarbare ingang van buitenaf, maar het water binnenin wordt vernieuwd door kleine kanaaltjes.
De hoofdplaats is Tukuhora, ook wel Anaa, dat een populatie heeft van 494 inwoners (2017). Andere dorpen op het eiland zoals Temarie, Otepipi, Mania en Tematahoa zijn onbewoond. De gemeenschap op het eiland leeft voornamelijk van visvangst, het cultiveren van parelmoer en de productie van kopra.

### Geschiedenis
Anaa stond vroeger bekend om de legendarische wreedheid van zijn krijgers, die in de zeventiende eeuw over het noordwesten van de Tuamotu-archipel heersten. Zij beheersten de atollen met milities die met boottochten de macht consolideerden. De krijgers vochten met wapens gemaakt van schelpranden en zwaardvisbotten.
Het eerste Europese bezoek was van een Spaanse expeditie van Pedro Fernandes de Queirós, die er op 10 februari 1606 landde. Hij noemde het atol Conversión de San Pablo. James Cook ontdekte het eiland in 1769 en noemde het Chain Island, naar zijn vorm. Drie jaar later, op 1 november 1772, bezocht de Spaanse ontdekkingsreiziger Domingo de Boenechea Anaa en noemde het Isla de Todos los Santos (Allerheiligen eiland), omdat ze er op Allerheiligen aankwamen.
In het begin van de negentiende eeuw viel de controle over het Atol onder de Pomaré dynastie van Tahiti. Omstreeks 1850 was Anaa een actief centrum voor de handel in parelmoer en kopra, met een maximum populatie van 2000 inwoners. In 1852 kwam er een interventie van Franse koloniale troepen, na een opstand die voortvloeide uit de concurrentie tussen Noord Amerikaanse mormonen en Franse katholieken.
In 1878 en 1906 werd Anaa volledig overspoeld na de doortocht van een orkaan. Na een orkaan in 1983 werd het enige dorp op het atol verplaatst en herbouwd, met een schuilplaats die aan alle inwoners plaats biedt. Verder werden op veel plaatsen kokospalmplantages aangelegd.
Het eiland heeft een start- en landingsbaan van 1400 m lengte. Volgens cijfers uit 2019 waren er jaarlijks 140 vluchten en werden 3500 passagiers vervoerd.

### Fauna en flora
Op het eiland komen 40 soorten vogels voor waaronder 7 soorten van de Rode Lijst van de IUCN waaronder de Goulds stormvogel (Pterodroma leucoptera) en de endemische soorten tuamotujufferduif (Ptilinopus coralensis) en de tuamotukarekiet (Acrocephalus atyphus).
Op het atol bevinden zich verschillende kolonies van hartschelpen.

## De gemeente Anaa

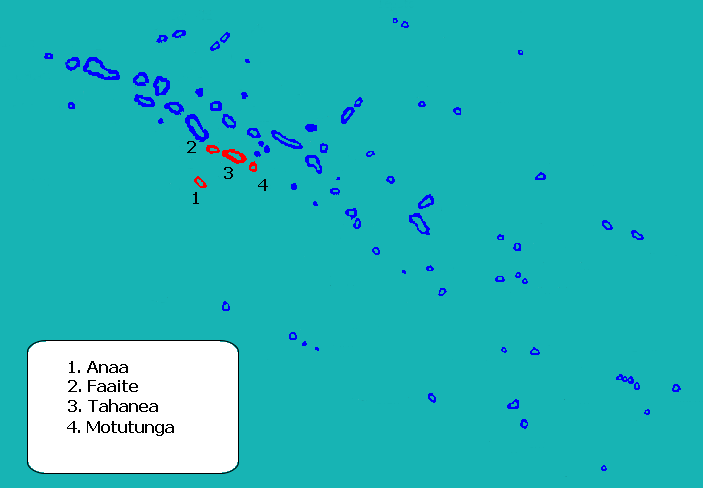
Positie van Anaa (1) binnen de Tuamotueilanden

Bestuurlijk vallen de volgende atollen onder de gemeente:
- atol Anaa, formeel een deelgemeente (commune associée) met 494 inwoners in 2017
- atol Faaite, formeel de deelgemeente Faaite met 317 inwoners in 2017
- atol Motutunga, formeel deelgemeente Faaite, onbewoond atol
- atol Tahanea, formeel deelgemeente Faaite, onbewoond atol